# Snowboard vid olympiska vinterspelen 2014
Snowboard vid olympiska vinterspelen 2014 i Sotji, Ryssland hölls vid skidanläggningen Roza Chutor extrempark i Krasnaja Poljana. Tävlingarna äger rum 6–22 februari och bestod av fem grenar som både damer och herrar tävlade i: boardercross, halfpipe, parallellslalom, parallellstorslalom och slopestyle. Nya grenar för detta OS var parallellslalom och slopestyle.

## Schema
| Datum       | Tid   | Tävling                                           |
| ----------- | ----- | ------------------------------------------------- |
| 6 februari  | 10:00 | Herrarnas och damernas slopestyle - kval          |
| 8 februari  | 09:30 | Herrarnas slopestyle - semifinaler                |
| 8 februari  | 12:45 | Herrarnas slopestyle                              |
| 9 februari  | 10:30 | Damernas slopestyle - semifinaler                 |
| 9 februari  | 13:15 | Damernas slopestyle                               |
| 11 februari | 14:00 | Herrarnas halfpipe - kval                         |
| 11 februari | 19:00 | Herrarnas halfpipe - semifinaler                  |
| 11 februari | 21:30 | Herrarnas halfpipe                                |
| 12 februari | 14:00 | Damernas halfpipe - kval                          |
| 12 februari | 19:00 | Damernas halfpipe - semifinaler                   |
| 12 februari | 21:30 | Damernas halfpipe                                 |
| 16 februari | 11:00 | Damernas boardercross - kval                      |
| 16 februari | 13:15 | Damernas boardercross                             |
| 17 februari | 11:00 | Herrarnas boardercross - kval                     |
| 17 februari | 13:30 | Herrarnas boardercross                            |
| 19 februari | 09:00 | Herrarnas och damernas parallellstorslalom - kval |
| 19 februari | 13:00 | Herrarnas och damernas parallellstorslalom        |
| 22 februari | 09:15 | Herrarnas och damernas parallellslalom - kval     |
| 22 februari | 13:15 | Herrarnas och damernas parallellslalom            |

## Medaljsammanfattning
Damer
| Gren                            | Guld                      | Guld                      | Silver                   | Silver                   | Brons                      | Brons                      |
| Boardercross Detaljer...        | Eva Samková Tjeckien      | Eva Samková Tjeckien      | Dominique Maltais Kanada | Dominique Maltais Kanada | Chloé Trespeuch Frankrike  | Chloé Trespeuch Frankrike  |
| Halfpipe Detaljer...            | Kaitlyn Farrington USA    | Kaitlyn Farrington USA    | Torah Bright Australien  | Torah Bright Australien  | Kelly Clark USA            | Kelly Clark USA            |
| Parallellslalom Detaljer...     | Julia Dujmovits Österrike | Julia Dujmovits Österrike | Anke Karstens Tyskland   | Anke Karstens Tyskland   | Amelie Kober Tyskland      | Amelie Kober Tyskland      |
| Parallellstorslalom Detaljer... | Patrizia Kummer Schweiz   | Patrizia Kummer Schweiz   | Tomoka Takeuchi Japan    | Tomoka Takeuchi Japan    | Alena Zavarzina Ryssland   | Alena Zavarzina Ryssland   |
| Slopestyle Detaljer...          | Jamie Anderson USA        | Jamie Anderson USA        | Enni Rukajärvi Finland   | Enni Rukajärvi Finland   | Jenny Jones Storbritannien | Jenny Jones Storbritannien |

Herrar
| Gren                            | Guld                        | Guld                        | Silver                   | Silver                   | Brons                   | Brons                   |
| Boardercross Detaljer...        | Pierre Vaultier Frankrike   | Pierre Vaultier Frankrike   | Nikolaj Oljunin Ryssland | Nikolaj Oljunin Ryssland | Alex Deibold USA        | Alex Deibold USA        |
| Halfpipe Detaljer...            | Iouri Podladtchikov Schweiz | Iouri Podladtchikov Schweiz | Ayumu Hirano Japan       | Ayumu Hirano Japan       | Taku Hiraoka Japan      | Taku Hiraoka Japan      |
| Parallellslalom Detaljer...     | Vic Wild Ryssland           | Vic Wild Ryssland           | Žan Košir Slovenien      | Žan Košir Slovenien      | Benjamin Karl Österrike | Benjamin Karl Österrike |
| Parallellstorslalom Detaljer... | Vic Wild Ryssland           | Vic Wild Ryssland           | Nevin Galmarini Schweiz  | Nevin Galmarini Schweiz  | Žan Košir Slovenien     | Žan Košir Slovenien     |
| Slopestyle Detaljer...          | Sage Kotsenburg USA         | Sage Kotsenburg USA         | Ståle Sandbech Norge     | Ståle Sandbech Norge     | Mark McMorris Kanada    | Mark McMorris Kanada    |

### Medaljtabell
Värdnation
| Pl. | Nation         | Guld | Silver | Brons | Totalt |
| --- | -------------- | ---- | ------ | ----- | ------ |
| 1   | USA            | 3    | 0      | 2     | 5      |
| 2   | Ryssland       | 2    | 1      | 1     | 4      |
| 3   | Schweiz        | 2    | 1      | 0     | 3      |
| 4   | Österrike      | 1    | 0      | 1     | 2      |
| 4   | Frankrike      | 1    | 0      | 1     | 2      |
| 6   | Tjeckien       | 1    | 0      | 0     | 1      |
| 7   | Japan          | 0    | 2      | 1     | 3      |
| 8   | Kanada         | 0    | 1      | 1     | 2      |
| 8   | Tyskland       | 0    | 1      | 1     | 2      |
| 8   | Slovenien      | 0    | 1      | 1     | 2      |
| 11  | Australien     | 0    | 1      | 0     | 1      |
| 11  | Finland        | 0    | 1      | 0     | 1      |
| 11  | Norge          | 0    | 1      | 0     | 1      |
| 14  | Storbritannien | 0    | 0      | 1     | 1      |
|     | Totalt         | 10   | 10     | 10    | 30     |

## Deltagande nationer
243 idrottare från 31 nationer var  anmälda för deltagande vid snowboardtävlingarna i OS 2014.
Siffror inom parenteser anger hur många idrottare som respektive land representeras av.
| - Andorra (1) - Australien (11) - Belgien (1) - Brasilien (1) - Bulgarien (2) - Finland (11) - Frankrike (13) - Irland (1) | - Italien (12) - Japan (8) - Kanada (24) - Kazakstan (1) - Kina (6) - Kroatien (1) - Nederländerna (6) - Norge (9) | - Nya Zeeland (5) - Polen (6) - Ryssland (15) - Schweiz (24) - Serbien (1) - Slovenien (10) - Spanien (4) - Storbritannien (7) | - Sverige (2) - Sydkorea (4) - Tjeckien (5) - Tyskland (10) - Ukraina (2) - USA (23) - Österrike (17) |